# Mutěnice zastávka
Mutěnice zastávka – przystanek kolejowy w Mutěnicach, w kraju południowomorawskim, w Czechach. Znajduje się na wysokości 180 m n.p.m.
Jest zarządzany przez Správę železnic. Na przystanku nie ma możliwość zakupu biletów, a obsługa podróżnych odbywa się w pociągu.

## Linie kolejowe
- 255 Hodonín - Zaječí